# Alf Hansen
Alf Hansen, född den 13 juli 1948 i Oslo i Norge, är en norsk roddare.
Han tog OS-silver i scullerfyra i samband med de olympiska roddtävlingarna 1988 i Seoul.